# 최경원 (범죄인)
최경원(1982년 ~ )은 대한민국의 범죄인이다. 부천 초등학생 토막 살인 사건의 범인이다. 